# Elisabeth Schwarzkopf
Elisabeth Schwarzkopf, (nacida como Olga Maria Elisabeth Friederike Schwarzkopf; Jarocin, Poznań, Prusia, actualmente Polonia; 9 de diciembre de 1915-Schruns, Vorarlberg, Austria; 3 de agosto de 2006) fue una soprano alemana.
Fue una de las sopranos emblemáticas del período posterior a la Segunda Guerra Mundial, muy admirada por sus interpretaciones de obras de Mozart, Strauss y Hugo Wolf. Célebre perfeccionista, dueña de una feroz autocrítica fue también criticada por sus excesivos amaneramientos en los últimos tramos de su carrera. Suprema estilista, sus interpretaciones de Fiordiligi, la Mariscala, la Condesa Madeleine, Doña Elvira, la Condesa Almaviva y las Cuatro últimas canciones de Strauss son consideradas a menudo, definitivas.

## Inicios
Era hija de Friedrich Schwarzkopf, profesor de instituto prusiano con mentalidad rígida que le transmitió su intransigencia y su pasión por el idioma alemán; su madre, Elisabeth Fröhling, le proporcionó un oído musical seguro y una voluntad de hierro. Desde los diez años, leía las partituras perfectamente y se acompañaba ella misma al piano, mientras cantaba en conciertos de aficionados. Interpretó su primera ópera en 1928, como Eurídice en una producción escolar de la obra Orfeo ed Euridice, de Gluck en Magdeburgo, Alemania. En 1934, Schwarzkopf comenzó estudios musicales en la Hochschule für Musik de Berlín, primero como mezzosoprano por haberlo decidido así su primera profesora, Lula Miss-Gmeier. Su madre protestó con firmeza, y logró que Elisabeth fuera aceptada en la clase del profesor Egonof como soprano de coloratura. Posteriormente, estudió con la soprano de coloratura, Maria Ivogün así como con su marido, el pianista acompañante Michael Raucheisen.

## 1938-1945
Su debut en la Ópera Estatal de Berlín donde cantó entre 1938-1942 prácticamente coincidió con el inicio de las hostilidades entre la Alemania nazi y el resto del mundo. Debutó profesionalmente el 15 de abril de 1938, como la Segunda Doncella de las Flores (Primer Grupo) de Klingsor en el Acto II de Parsifal de Richard Wagner, bajo la batuta de Karl Böhm; luego como uno de los tres pajes de La flauta mágica . Como otros jóvenes artistas alemanes, se había inscrito en 1935 en el sindicato de estudiantes nazis y tres años después en el Partido Nazi, (afiliada 7.548.960) una decisión que motivó que fuera boicoteada en los Estados Unidos durante varios años y que siguió suscitando controversia hasta su muerte.
En 1942 actuó para las tropas nazis en la frontera polaca dirigida por Hans Pfitzner, uno de los compositores protegidos del régimen. Logró escapar a la influencia que tenía Joseph Goebbels en la vida cultural alemana gracias a la invitación de Karl Böhm, en 1942, a unirse a la Ópera Estatal de Viena, donde interpretó papeles como Konstanze del Die Entführung aus dem Serail (El rapto en el serrallo) de Mozart, Musetta y luego Mimì en La Bohème de Giacomo Puccini, y Violetta en  La Traviata de Giuseppe Verdi. En esta época la dirigieron Karl Böhm, Josef Krips y Herbert von Karajan. Su carrera se vio interrumpida por un brote de tuberculosis que debió superar durante dos años en un sanatorio de los Montes Tatras, en el sur de Polonia por consejo del doctor Hugo Jury, oficial de la SS, con quien estaba comprometida sentimentalmente. 
En 1944 se convirtió en la principal soprano de la Wiener Staatsoper u Ópera Estatal de Viena, estrenando los papeles de Rosina (El barbero de Sevilla de Rossini), Blondine (El rapto en el serrallo) y Zerbinetta (Ariadne auf Naxos de Richard Strauss).
Tras la derrota de Alemania en la guerra fue sometida, como otros artistas de la época (por ejemplo, Wilhelm Furtwängler, Herbert von Karajan, Karl Böhm, Walter Gieseking, Werner Egk, Hans Knappertsbusch, ), por un tribunal de desnazificación. En Estados Unidos el diario New York Times la etiquetó como "Diva nazi", un estigma que la siguió hasta su muerte. Para ese entonces había conocido en Viena al productor británico Walter Legge que la contrató, orientó su carrera y con quien finalmente se casó en Surrey en 1953.

## Posguerra y carrera internacional
En 1947 y 1948, Schwarzkopf apareció en una gira con la Ópera Estatal de Viena en Londres, en el Royal Opera House de Covent Garden el 16 de septiembre de 1947 como Donna Elvira en Don Giovanni de Mozart. Ese mismo año se estrena como Susana (Las bodas de Fígaro, de Mozart) en el Festival de Salzburgo. En La Scala debuta el 28 de diciembre de 1948, como la Condesa en Las bodas de Fígaro, que se convirtió en uno de sus roles destacados. Debutó oficialmente en la Royal Opera House el 16 de enero de 1948, como Pamina en La flauta mágica de Mozart, en representaciones cantadas en inglés, y en La Scala el 29 de junio de 1950, cantando la Missa Solemnis de Beethoven. Ese mismo año se estrena como Marcelline en Fidelio de Beethoven, bajo la batuta de Furtwängler.
La asociación de Schwarzkopf con el teatro milanés a principios de la década de los cincuenta le permitió cantar ciertos papeles en el escenario que nunca más volvió a interpretar: Mélisande en Pelléas et Mélisande, Jole en Eracle de Händel, Marguerite en el Faust de Gounod, Elsa Lohengrin de Wagner, así como su primera Mariscala en Der Rosenkavalier (El caballero de la rosa) en 1952, de R. Strauss, y su primera Fiordiligi en Così fan tutte de Mozart en la Piccola Scala.
El 11 de septiembre de 1951, apareció como Anne Trulove en el estreno mundial de The Rake's Progress (El progreso del libertino), de Stravinski.
Ofreció un recital el 5 de noviembre de 1952 en Ciudad de México, con Martín Imaz al piano. En el Carnegie Hall dio su primer recital estadounidense (1953). Ese mismo año, para el cincuentenario de la muerte de Verdi, cantó el Réquiem, bajo la dirección de Victor de Sabata. Ese mismo año, estrena Trionfo de Afrodita de Carl Orff. En mayo de 1954 dio varios conciertos en España y Portugal, acompañada por Alfredo Rossi. En 1955 es la Mariscala en Der Rosenkavalier (debut en la Ópera de San Francisco) y Alice Ford en Falstaff de Verdi. En 1957, bajo la dirección de Tullio Serafin, es Liù, (Turandot de Puccini) al lado de María Callas en el papel protagonista.
No fue hasta el 19 de diciembre de 1964 cuando debutó en el Metropolitan Opera, también como la Mariscala acompañada por Lisa della Casa (como Octaviano) quien era la favorita del teatro en los papeles de Schwarzkopf. Solo cantó 10 funciones en el Met: 8 Rosenkavalier, 1 Donna Elvira (en 1966) y una Gala donde cantó el primer acto de Rosenkavalier.
El 20 de febrero de 1967, junto al barítono Dietrich Fischer-Dieskau y la soprano Victoria de los Ángeles celebró la gala de despedida del pianista Gerald Moore, con ocasión de su retiro, en el Royal Festival Hall de Londres. De esta jornada queda una grabación antológica de lieder, si bien es famosa por el Duetto buffo di due gatti, atribuido a Rossini, que interpretan a dúo Schwarzkopf y de los Ángeles.
En 1968 ofreció su recordada única actuación en el Teatro Colón (Buenos Aires) con tres recitales.
Schwarzkopf se retiró de los escenarios de ópera en 1971, con una actuación en el Teatro de la Moneda de Bruselas el 31 de diciembre, en su rol más significativo: el de la Mariscala. En los años siguientes se centró en el lied, despidiéndose de estos recitales el 17 de marzo de 1979 en Zúrich.
Después, se dedicó a la enseñanza y dio clases magistrales por todo el mundo, en particular en la Juilliard School de Nueva York. Tenía fama de ser extremadamente exigente; algunos llegaron a considerar sus métodos innecesariamente ásperos. Entre sus alumnos, cabe citar a Renée Fleming, Thomas Hampson, Matthias Goerne, Mateo Blanco, Mitsuko Shirai, Niel du Preez, Uwe Heilmann y Cornelius Hauptmann.
Después de vivir en Suiza durante muchos años, se trasladó a Vorarlberg, la provincia más occidental de Austria. Schwarzkopf murió mientras dormía en la noche del 2 al 3 de agosto de 2006 en su casa de la villa de Schruns, en Vorarlberg, a la edad de noventa años.

## Legado
Sus papeles más destacados como cantante de ópera fueron mozartianos: Donna Elvira (Don Giovanni), Fiordiligi (Cosí fan tutte), Condesa Almaviva (Las bodas de Fígaro), y straussianos: Zerbinetta (Ariadne auf Naxos), papel de coloratura y, posteriormente, la Mariscala, (Der Rosenkavalier), de soprano lírica o lírica-dramática, así como el de Condesa Madeleine en Capriccio. El rol de la Mariscala incluso lo llevó al cine, en la película Der Rosenkavalier (1962), con dirección de Paul Czinner.
Durante toda su carrera, divulgó el lied alemán en numerosos recitales, con obras de Beethoven, Gluck, Mahler, Mendelssohn, Mozart, Max Reger, Schubert, Schumann, Richard Trunk, Hugo Wolf o Hermann Zilcher, que dejó a la posteridad en grabaciones insuperables. Merecen destacarse todos los registros realizados con el pianista Gerald Moore, los cantados con las sopranos Irmgard Seefried o Victoria de los Ángeles, la mezzosoprano Christa Ludwig y el barítono Dietrich Fischer-Dieskau (Knaben Wunderhorn de Mahler y Deutsche Volkslieder de Brahms) sin olvidar las colecciones legendarias: recital Schubert en 1952 con Edwin Fischer; recital Hugo Wolf, con Wilhelm Furtwängler al piano en 1953; recital Mozart en 1956 con Walter Gieseking; Knaben Wunderhorn con George Szell y Fischer-Dieskau en 1968 … Y, sobre todo, su pieza más recordada: Vier letzte lieder (Cuatro últimas canciones) de Richard Strauss, que cantó por primera vez en 1951 con la Filarmónica de Viena y la dirección de Paul Kletzki, y del que dejó una grabación en 1966 de absoluta referencia, con George Szell dirigiendo.

## Juicios críticos
Schwarzkopf fue admirada por su arte y su atemporal belleza. Herbert von Karajan estimó que era “probablemente la mejor cantante de Europa”.
El crítico Edward Greenfield ha señalado que “Era una de las más grandes cantantes. Combinaba todas las cualidades que se esperan de una gran soprano. Lo que la hacía tan especial era su timbre único en la voz y su respuesta única a las palabras, particularmente en alemán, junto con su gran carisma y belleza. Era también una actriz maravillosa”
Su perfeccionismo prusiano fue destacado por Gerald Moore, pianista que la acompañó en innumerables recitales: era la persona “más cruelmente autocrítica que se pueda imaginar” (“Guardian Unlimited”, Charlotte Higgins, 03/08/2006). Por ello en una de sus últimas entrevistas declaró que “nunca fui suficientemente buena” (“El Universal”, Fernando Díez, 29/08/2006).

## Distinciones y premios
- 1950: Medalla Lilli Lehmann, Salzburgo.
- 1959: El “Orfeo d’Oro”, Mantua.
- 1969: “Orphée d’or” de la Academia del disco lírico, París.
- 1961: Premio Edison de la Sociedad para la Divulgación de las Grabaciones, Ámsterdam.
- 1961: Título “Cantante de cámara Alemana”.
- 1964: Miembro honorario de la Real Academia Sueca de Música, Medalla “Litteris et artibus” concedida por el rey sueco Gustavo Adolfo VI.
- 1967: Premio de Estocolmo a la mejor soprano europea.
- 1971: Medalla Hugo-Wolf.
- 1974: Gran Cruz de Servicio Federal.
- 1982: Medalla Mozart de la ciudad de Fráncfort del Meno.
- 1983: Medalla Vierte le Mérite.
- 1986: Comandante de la Orden de las Artes y las Letras.
- 1991: Medalla Mozart de la UNESCO.
- 1992: Dama del Imperio Británico por la Reina Isabel II.
- 2002: Medalla de la ciudad de Viena.

Fue nombrada doctora honoris causa en las Universidades de Cambridge (1976), la Universidad norteamericana de Washington (1982) y la Universidad de Glasgow (1990).

## Discografía
Deja una discografía considerable, tanto en cantidad como en calidad, y es recordada sobre todo por sus roles de Mozart y R. Strauss, sus dos grabaciones comerciales de las Cuatro últimas canciones de R. Strauss y sus innumerables grabaciones de lieder, especialmente los de Hugo Wolf.
Sus grabaciones de ópera más destacadas, según la Guía Penguin, son:
- Lehár: opereta Die lustige Witwe (La viuda alegre), con Gedda, Kunz, Loos, Kraus, ..., Orquesta y Coro Philharmonía, dirigidos por Matacic (1953).
- Mozart: ópera Così fan tutte, en dos grabaciones: una con Ludwig, Steffek, Kraus, Taddei, Berry, Orquesta y Coro Philharmonía, dirigidos por Karl Böhm. EMI (1962); y otra con Otto, Merriman, ... la Orquesta y Coro Philharmonía, dirigidos por Karajan, también para EMI (1954).
- R. Strauss:
  - ópera Ariadne auf Naxos, con Schock, Streich, Doench, Seefried, Cuenod, Orquesta Philharmonia, dirigidos por Karajan (1954).
  - ópera Der Rosenkavalier, con Ludwig, Stich-Randell, Edelmann, Wechter, Orquesta y Coro Philharmonía, dirección de Karajan. EMI
- ‘Elisabeth Schwarzkopf sings operetta’ (con la Orquesta y Coro Philharmonia, dirigidos por Ackermann). EMI

Otras grabaciones:
- Brahms: Deutsche Volkslieder (Canciones folclóricas alemanas) , grabadas junto a Fischer-Dieskau y G. Moore. Esta es una grabación de referencia, pues pocos cantantes pueden igualarse a Schwarzkopf y Fischer-Dieskau en su imaginación musical y profundo entendimiento de los textos que están interpretando.
- Mozart: Don Giovanni, con Eberhard Waechter, Joan Sutherland y dirección de Carlo Maria Giulini (EMI Classics)
- Engelbert Humperdinck: Hänsel und Gretel, con Elisabeth Grümmer, y dirección de Herbert von Karajan (EMI Classics)
- Schubert: Lieder: An die Musik; An Sylvia; Auf dem Wasser zu singen; Ganymed; Gretchen am Spinnrade; Im Frühling; Die junge Nonne; Das Lies im Grünen; Der Musensohn; Nachtviolen; Nähe des Geliebten; Wehmut, con Edwin Fischer al piano, para EMI.
- Johann Strauss: Die Fledermaus, con Nicolai Gedda, Erich Kunz, y dirección de Herbert von Karajan
- R. Strauss:
  - Vier letzte Lieder (Cuatro últimas canciones), lieder orquestales, con la Orquesta Sinfónica de Berlín y la Orquesta Sinfónica de Londres, dirigidas por George Szell (1966). EMI
  - Capriccio, con Eberhard Waechter, Dietrich Fischer-Dieskau, y dirección de Wolfgang Sawallisch (EMI Classics)
- Hugo Wolf: Italianisches Liederbuch (1966-1967) y Spaniches Liederbuch, junto a D. Fischer-Dieskau y Gerald Moore. (EMI Classics)

## Su vida en minúsculas
- (Después de ser preguntada por Peter Sellars) "Hay nombres que no quiero que se mencionen en mi casa. No pronuncies ese nombre en mi presencia. He visto lo que él hace, y es criminal. Como solía decir mi marido, hasta ahora nadie se ha atrevido a ir al Museo del Louvre a pintar un graffiti sobre la Mona Lisa, pero algunos directores de ópera están haciendo un graffiti sobre obras maestras." – Entrevista en Newsweek, 15 de octubre de 1990.

- "Muchos compositores actuales no saben lo que es una garganta humana. En Bloomington, Indiana, fui invitada a escuchar música escrita en cuartos de tono para cuatro arpas y voces. Tuve que salirme para no enfermar." – Entrevista en Newsweek, 15/10/1990.

- Cuando la invitaron, en 1958, a elegir sus ocho grabaciones favoritas en el programa de la BBC Desert Island Discs (Discos para una isla desierta), Schwarzkopf escogió siete de sus propias grabaciones, pues le traían recuerdos de la gente con la que había trabajado. Esta elección aparentemente narcisista se debió a la influencia de su esposo Walter Legge.[7] En privado, señaló que la disgustaba la mayor parte de sus grabaciones.
- Un mito urbano bastante extendido sostiene que es tía del militar estadounidense Norman Schwarzkopf, como se publicó en algunos obituarios. Sin embargo, los abuelos de Norman Schwarzkopf se llamaban Julius George Schwarzkopf y Agnes Sarah Schmidt, mientras que los padres de Elisabeth se llamaban Friedrich Schwarzkopf y Elisabeth Fröhling.[8] Además, Elisabeth era hija única.

## Lecturas sugeridas
- (en alemán) Hauert, R., y Gavoty, B.: Elisabeth Schwarzkopf. Frankfurt am Main, Kister 1957
- (en inglés) Jefferson, A., Elisabeth Schwarzkopf Northeastern University Press (agosto de 1996) ISBN 1-55553-272-1 Chapter One extract
- (en alemán) Jefferson, A., Elisabeth Schwarzkopf. Die Biographie. Langen/Müller 1996, 400 S., 46 s/w Fotos, ISBN 3-7844-2586-0
- (en inglés) Legge, W.; Schwarzkopf, E.; ed. Sanders, A., Walter Legge: Words and Music Routledge (1998) ISBN 0-415-92108-2
- (en alemán) Legge, W., y Schwarzkopf, E.: Gehörtes. Ungehörtes. Memoiren. München, Noack-Hübner 1982, 333 S.
- (en inglés) Sanders, A., y Steane, J. B., Elisabeth Schwarzkopf: A Career on Record Amadeus Pr (enero de 1996) ISBN 0-931340-99-3
- (en francés) Schwarzkopf, E., Les autres soirs Tallandier (16 de agosto de 2004) ISBN 2-84734-068-8
- (en inglés) Schwarzkopf, E., On and Off the Record: A Memoir of Walter Legge Faber and Faber Ltd (31 de diciembre de 1982) ISBN 0-571-11928-X; Scribner (marzo de 1982) ISBN 0-684-17451-0; (rústica) ISBN 0-571-14912-X; University of British Columbia Press (1 de enero de 2002) ISBN 1-55553-519-4. Traducido al francés, con autorización de la cantante, como La voix de mon maître.
- (en inglés) Liese, Kirsten, Elisabeth Schwarzkopf. From Flower Maiden to Marschallin, englisch translation: Charles Scribner, Amadeus Press, New York 2009. ISBN 978-1-57467-175-9